# Ayiti mon amour
Pour plus de détails, voir Fiche technique et Distribution.
Ayiti mon amour est un film dramatique haïtien réalisé par Guetty Felin en 2016.
Il a été projeté dans la section Contemporary World Cinema au Festival international du film de Toronto 2016. Il a été sélectionné comme entrée haïtienne pour le meilleur film en langue étrangère à la 90e cérémonie des Oscars, mais il n'a pas été nommé.
Devenant ainsi le premier film haïtien à être sélectionné pour le prix du meilleur film en langue étrangère des Oscars.

## Synopsis
Une histoire de réalisme magique se déroule en Haïti, cinq ans après un tremblement de terre cataclysmique. Un adolescent découvre qu'il a un super pouvoir, un vieux pêcheur cherche un remède en mer pour sa femme malade et un personnage tente d'échapper à une histoire écrite par son auteur.

## Distribution
- Joakim Cohen
- Anisia Uzeyman
- Jaurès Andris

## Voir également
- Liste des soumissions à la 90e cérémonie des Oscars pour le meilleur film en langue étrangère
- Liste des candidatures haïtiennes pour l'Oscar du meilleur long métrage international